# Zingiber junceum
Zingiber junceum är en enhjärtbladig växtart som beskrevs av François Gagnepain. Zingiber junceum ingår i släktet Zingiber och familjen Zingiberaceae. Inga underarter finns listade i Catalogue of Life.